# Alexander Edmondson
Alexander Edmondson (* 22. Dezember 1993 in Miri, Malaysia) ist ein australischer Radrennfahrer.

## Sportliche Laufbahn
Alexander Edmondson wurde auf Borneo geboren und lebte in den Niederlanden und in Oman, bevor er nach Adelaide zog.
Nachdem Edmondson als Junior-Fahrer 2009 bei nationalen Meisterschaften zweimal Vizemeister geworden war, im Punktefahren und in der Mannschaftsverfolgung, wurde er 2011 bei den Junioren-Bahnweltmeisterschaften in Moskau Weltmeister in der Mannschaftsverfolgung, gemeinsam mit Jack Cummings, Jackson Law und Alexander Morgan sowie im Zweier-Mannschaftsfahren mit Law. Im selben Jahr war er schon australischer Meister in dieser Disziplin geworden, mit Rohan Dennis, Damien Howson und Glenn O’Shea.
Beim ersten Lauf des Bahnrad-Weltcups 2011/12 im kasachischen Astana gewann Edmondson gemeinsam mit O’Shea das Zweier-Mannschaftsfahren und belegte Rang zwei in der Mannschaftsverfolgung, gemeinsam mit O’Shea, Michael Freiberg und Mitchell Mulhern. 2013 wurde Edmondson in Minsk Weltmeister in der Mannschaftsverfolgung, gemeinsam mit O’Shea, Morgan und Michael Hepburn.
Alexander Edmondson ist ein jüngerer Bruder der Radsportlerin Annette Edmondson. Beide waren für die Olympischen Spiele 2012 in London nominiert, so dass sie das erste Geschwisterpaar aus Australien sind, das bei denselben Spielen im Radsport startete. Die Geschwister wurden beide auch für die Teilnahme an den Olympischen Spielen in Rio de Janeiro nominiert. Alexander Edmondson errang gemeinsam mit Jack Bobridge, Michael Hepburn und Sam Welsford die Silbermedaille in der Mannschaftsverfolgung.
Nach den Olympischen Spielen konzentrierte sich Edmondson auf den Straßenradsport. Schon 2015 hatte er die U23-Ausgabe der Flandern-Rundfahrt für sich entschieden. 2016 belegte er bei den Straßenweltmeisterschaften mit seinem Team Orica GreenEDGE Platz drei im Mannschaftszeitfahren, und 2018 wurde er australischer Straßenmeister. Im selben Jahr gewann sein Team das Hammer Stavanger. 2019 entschied seine Mannschaft das Mannschaftszeitfahren von Tirreno–Adriatico für sich.

## Ehrungen
2013 wurde Edmondson ein Stipendium der Sport Australia Hall of Fame zuerkannt. Sein Pate war der Basketballspieler Phil Smyth. Im selben Jahr wurde er als „South Australian Sports Star of the Year“ ausgezeichnet.

## Erfolge

### Bahn
2009
- Junioren-Ozeanienmeister – Punktefahren, Mannschaftsverfolgung (mit Jack Bennett, Matthew Glaetzer und Jackson Law)

2010
- Junioren-Ozeanienmeister – Einerverfolgung, Mannschaftsverfolgung (mit Mitchell Benson, Evan Hull und Alexander Morgan)

2011
- Australischer Meister – Mannschaftsverfolgung (mit Rohan Dennis, Damien Howson und Glenn O’Shea)
- Weltmeister – Mannschaftsverfolgung (Junioren) (mit Jack Cummings, Jackson Law und Alexander Morgan)
- Weltcup Astana – Madison (mit Glenn O’Shea)

2012
- Australischer Meister – Mannschaftsverfolgung (mit Jack Bobridge, Rohan Dennis und Glenn O’Shea)

2013
- Australischer Meister – Punktefahren, Mannschaftsverfolgung (mit Luke Davison, Glenn O’Shea und Miles Scotson)

2014
- Australischer Meister – Einerverfolgung, Omnium, Madison (mit Luke Davison),  Mannschaftsverfolgung (mit Jack Bobridge, Luke Davison und Glenn O’Shea)
- Weltmeister – Einerverfolgung, Mannschaftsverfolgung (mit Luke Davison, Mitchell Mulhern und Glenn O’Shea)
- Commonwealth Games – Einerverfolgung
- Commonwealth Games – Mannschaftsverfolgung (mit Jack Bobridge, Luke Davison und Glenn O’Shea)

2015
- Australischer Meister – Mannschaftsverfolgung (mit Alexander Porter, Callum Scotson und Miles Scotson)
- Weltmeisterschaft – Mannschaftsverfolgung mit Jack Bobridge, Luke Davison und Miles Scotson

2016
- Olympische Spiele – Mannschaftsverfolgung (mit Jack Bobridge, Michael Hepburn und Sam Welsford)
- Australischer Meister – Scratch

### Straße
2015
- Flandern-Rundfahrt (U23)

2016
- Weltmeisterschaft – Mannschaftszeitfahren

2018
- Australischer Meister – Straßenrennen
- Gesamtwertung und drei Etappen Hammer Stavanger

2019
- Mannschaftszeitfahren Tirreno–Adriatico
- Hammer Chase Hammer Limburg
- Punktewertung Kroatien-Rundfahrt

## Grand-Tour-Platzierungen
| Grand Tour            | 2017 | 2018 | 2019 | 2020 | 2021 | 2022 | 2023 | 2024 |
| --------------------- | ---- | ---- | ---- | ---- | ---- | ---- | ---- | ---- |
| Giro d’ItaliaGiro     | DNF  | –    | –    | –    | –    | –    | –    | –    |
| Tour de FranceTour    | –    | –    | –    | –    | –    | –    | 146  | –    |
| Vuelta a EspañaVuelta | –    | 155  | –    | 135  | –    | –    | –    | –    |